# Ghost Town
Ghost Town é um filme americano de comédia romântica de 2008, dirigido por David Koepp, que coescreveu o roteiro com John Kamps. É estrelado pelo comediante britânico Ricky Gervais em seu primeiro papel principal no cinema, como um dentista que pode ver e falar com fantasmas, junto com Téa Leoni como uma jovem viúva e Greg Kinnear como seu marido recém-falecido. Gavin Palone produziu o filme pela DreamWorks Pictures, Spyglass Entertainment e Paramount Pictures.

## Enredo
O filme começa quando o empresário Frank Herlihy (Greg Kinnear) é acidentalmente morto ao tentar comprar um apartamento para sua amante em Nova Iorque. Pouco depois, o misantropo dentista Bertram Pincus (Ricky Gervais) tem uma experiência de quase-morte, enquanto sob anestesia geral durante uma colonoscopia. Quando ele volta a vida, descobre que é capaz de ver e se comunicar com fantasmas que povoam a área. Os fantasmas irritam Bertram, pedindo-lhe para ajudá-los com os assuntos pendentes que foi deixado inacabado quando morreram. Frank promete manter os outros fantasmas longe se Bertram acabar com o casamento entre a viúva de Frank, Gwen (Téa Leoni), uma egiptóloga, e Richard (Billy Campbell), um advogado de direitos humanos que Frank diz ser desonesto. Bertram finalmente concorda com o acordo e tenta atrair Gwen para longe de Richard. O passado grosseiro de Bertram para Gwen torna isso difícil, mas ele atrai interesse desta pela análise dos dentes de um faraó egípcio mumificado que ela vem estudando.
Quando Bertram tem um jantar com Gwen e Richard, ele decide que Richard não é tão mau como Frank havia dito, mas Bertram começa a se apaixonar por Gwen, e ela gosta do senso de humor de Bertram. Em outro jantar, Gwen revela que soube da amante de Frank no dia em que ele morreu, e quando Richard visita Bertram para um exame odontológico, Bertram o droga com gás do riso, para ele revelar o fim do noivado com Gwen. Frank não entende por que ele ainda está na terra, se o seu "negócio inacabado" era para separar Richard e Gwen.
Gwen, não sendo mais noiva de Richard, diz sim a uma proposta de mandá-la para o Vale dos Reis no Egito por seis meses. Como presente de despedida, Bertram lhe dá um chaveiro de presente, como havia dito antes que ela precisava desesperadamente de um. Mas quando ele erroneamente revela informações sobre Gwen que apenas Frank poderia saber, ela exige a verdade, e Bertram diz a ela toda a história sobre os fantasmas. Gwen não acredita nele e pergunta qual era o pesadelo que Frank tinha sempre. Frank mente para Bertram, dizendo-lhe um pesadelo falso, e Gwen, pensando que Bertram tem mentido para ela e fazendo algum tipo de jogo, vai embora e deixa de falar com ele. Bertram pergunta por que Frank mentiu para ele sobre o pesadelo, e Frank diz: "Porque você é um filho da mãe sem coração que não se importa com ninguém, além de si mesmo. Ela já teve um desses".
Bertram afunda em uma depressão e pede ao Dr. Prashar (Aasif Mandvi), seu sócio no consultório, uma medicação que irá ajudá-lo a esquecer Gwen. Seu colega, em vez de convencê-lo de que a sua vida seria melhor se ele decidir parar de ser egoísta e começar a ajudar as pessoas. Bertram começa a ajudar os fantasmas ao seu redor com seus "assuntos pendentes" na terra, trazendo conforto para as pessoas que deixaram para trás e permitindo que os fantasmas possam partir. Ele percebe que os fantasmas ainda estavam na terra, não porque tinham assuntos pendentes, mas porque as pessoas que estavam perto não deixaram eles irem. Ele também aprende a gostar das pessoas.
Bertram percebe que a razão de Frank não partir é de Gwen não deixá-lo ir ainda. Ele discute com Gwen, que pede a ele para pedir a Frank por que ela não era suficiente, e Frank diz que sente muito por ter magoado ela, e Bertram diz para Gwen. Gwen não acredita que depois de sua infidelidade, Frank apenas diz 'desculpas' e pensa que Bertram está dizendo tudo. Ele corre atrás dela e ao tentar convencê-la a acreditar nele, é atropelado por um ônibus. Bertram, agora um fantasma mesmo, assisti com Frank uma multidão de pessoas em volta de seu corpo e gritos de Gwen sobre ele. Richard chega no caminho para a recepção e tenta reviver Bertram com oração e CPR. Vendo como Gwen está perturbada, Frank dá a Bertram alguns conselhos "que serão úteis no caso dele ressuscitar, e lhe diz que as lágrimas de Gwen são para Bertram, em outras palavras, ela o ama. Depois de dizer isso, Frank é finalmente permitido a deixar o plano terrestre.
Bertram acorda vivo no hospital. Mais tarde, Gwen, que precisa de tratamento dentário, vem em uma consulta com outro dentista, mas encontra o consultório de Bertram para dizer olá. Bertram diz o verdadeiro pesadelo de Frank (ele está perdido e não consegue voltar pra casa) para Gwen, que foi o conselho dito por Frank a ele, e então assegura que Frank "encontrou o caminho de casa". O filme termina com Gwen, dizendo: "Dói quando eu sorrio", e Bertram responde: "Eu cuido disso pra você".

## Elenco
- Ricky Gervais .... Dr. Bertram Pincus[1]
- Téa Leoni .... Gwen[1]
- Greg Kinnear .... Frank Herlihy[1]
- Billy Campbell .... Richard
- Aasif Mandvi .... Dr. Prashar
- Kristen Wiig .... Cirurgiã
- Alan Ruck .... Ghost dad
- Danai Gurira

## Produção
As filmagens ocorreram no Upper East Side de Nova Iorque[carece de fontes?]. A respeito de sua personagem, o ator Ricky Gervais disse: "Só o que a América quer:. Um gordo, britânico, comediante de meia-idade tentando ser um líder semi-romântico".

## Recepção
As avaliações foram eram em sua maioria favoráveis. Em 15 de novembro de 2008, o filme teve uma pontuação de 85% de aprovação na classificação do site Rotten Tomatoes, que lhe deu um Tomate de Ouro de Melhor Filme de Romance de 2008. O filme recebeu uma classificação de 72 entre 100 no Metacritic.
Roger Ebert chamou o filme de "leve rom-com elevada por suas performances" e um "lembrete de que as pessoas mais engraçadas que muitas vezes não são comediantes, mas os atores representando direto em papéis engraçados".
Cosmo Landesman do The Sunday Times deu ao filme três estrelas (de cinco), chamando-a de "comédia leve cheia de pessoas negras", que "nunca é tão engraçado quanto ele precisa ser", mas que apresenta um "bom desempenho" de Gervais.
Após o lançamento do DVD em 2009, no Reino Unido, Mark Kermode disse "comparar Ghost Town com Woody Allen 'início engraçado' podendo parecer ousado, mas a mistura suave de absurda fantasia, romcom agridoce e humor físico inexpressivo evoca uma série de aventuras divertidas de Allen da comédia de ficção científica de Sleeper aos encantos fantasmagóricos de Alice".

## Bilheteria
O filme estreou em oitavo lugar na bilheteria norte-americana arrecadando USD $5,012,315 milhões de dólares em sua semana de estréia.

## Lançamento em DVD
Ghost Town foi lançado oficialmente em DVD e Blu-ray em 27 de dezembro de 2008.

## Trilha sonora
1. "I'm Still In Love (w/You)" – escrita e cantada por Dusty Wright (ou Mark J. Petracca)
2. "I'm Looking Through You" – escrita por John Lennon e Paul McCartney, Cantada por The Beatles
3. "The Heart of Life" – escrita e cantada por John Mayer
4. "What I'm Looking For" – escrita e cantada por Brendan Benson
5. "Sabre Dance" – Escrita por Aram Khachaturian
6. "What I'm Looking For" – escrita e cantada por Brendan Benson
7. "Sideways" – escrita e cantada por Citizen Cope
8. "Which Way Your Heart Will Go" – escrita e cantada por Mason Jennings
9. "Please Be Patient With Me" – escrita por Jeff Tweedy, Cantada por Wilco
10. Partitura Original – composta por Geoff Zanelli